# 8 Geminorum
8 Geminorum är en stjärna med konstant magnitud som tidigare misstänktes vara variabel (CST), i stjärnbilden Tvillingarna.
8 Geminorum har visuell magnitud +6,08 och är svagt synlig för blotta ögat vid god seeing. Den befinner sig på ett avstånd av ungefär 445 ljusår.